# Подпорожское городское поселение
Подпоро́жское городско́е поселе́ние — муниципальное образование в составе Подпорожского района Ленинградской области. Административный центр — город Подпорожье.
Главой поселения является Мосихин Василий Васильевич. Глава администрации — Кялин Александр Сергеевич.

## Географические данные
Расположено на северо-востоке Ленинградской области, в северо-западной части Подпорожского района.
По территории поселения проходят автодороги:
- А215 (Лодейное Поле — Брин-Наволок)
- 41К-016 (Станция Оять — Плотично)
- 41К-149 (Подпорожье — Курпово)
- 41К-722 (Пеложи  — Пидьма)
- 41К-727 (Подпорожье — Лаптевщина)

## История
Подпорожское городское поселение образовано 1 января 2006 года в соответствии с областным законом № 51-оз от 1 сентября 2004 года «Об установлении границ и наделении соответствующим статусом муниципального образования Подпорожский муниципальный район и муниципальных образований в его составе», в его состав вошёл город Подпорожье, бывшие Токарская и Шеменская волости, часть Курповской волости, а также часть населённых пунктов, находившихся в подчинении посёлков Важины и Никольский.

## Население
| 2002    | 2006    | 2007    | 2009    | 2010    | 2011    |
| ------- | ------- | ------- | ------- | ------- | ------- |
| 20 354  | ↘19 700 | ↗19 729 | ↘18 839 | ↗19 090 | ↘19 025 |
| 2012    | 2013    | 2014    | 2015    | 2016    | 2017    |
| ↘18 829 | ↘18 658 | ↘18 557 | ↘18 449 | ↘18 315 | ↘18 078 |
| 2018    | 2019    | 2020    | 2021    | 2023    | 2024    |
| ↘17 628 | ↘17 252 | ↘16 978 | ↘16 496 | ↘16 133 | ↘15 861 |
| 2025    |         |         |         |         |         |
| ↘15 655 |         |         |         |         |         |

## Экономика
Промышленность
- АО «Подпорожский леспромхоз»
- Верхнесвирская ГЭС
- «Свирский лесокомбинат»
- Завод мостовых железобетонных конструкций
- ОАО «Подпорожский механический завод»

## Состав городского поселения
На территории поселения находятся 14 населённых пунктов:
| №  | Населённый пункт | Тип населённого пункта        | Население      |
| -- | ---------------- | ----------------------------- | -------------- |
| 1  | Верхние Мандроги | деревня                       | ↗38 (2017)     |
| 2  | Волнаволок       | деревня                       | →6 (2017)      |
| 3  | Гоморовичи       | деревня                       | →4 (2017)      |
| 4  | Кезоручей        | деревня                       | ↘29 (2017)     |
| 5  | Мятусово         | деревня                       | ↗9 (2017)      |
| 6  | Пертозеро        | деревня                       | ↗5 (2017)      |
| 7  | Пидьма           | деревня                       | ↘20 (2017)     |
| 8  | Плотично         | деревня                       | ↘7 (2017)      |
| 9  | Подпорожье       | город, административный центр | ↘15 324 (2025) |
| 10 | Посад            | деревня                       | ↗39 (2017)     |
| 11 | Токари           | посёлок                       | ↗59 (2017)     |
| 12 | Хевроньино       | деревня                       | ↗69 (2017)     |
| 13 | Шеменичи         | село                          | ↗129 (2017)    |
| 14 | Яндеба           | деревня                       | ↘11 (2017)     |